# Zdenčina skála

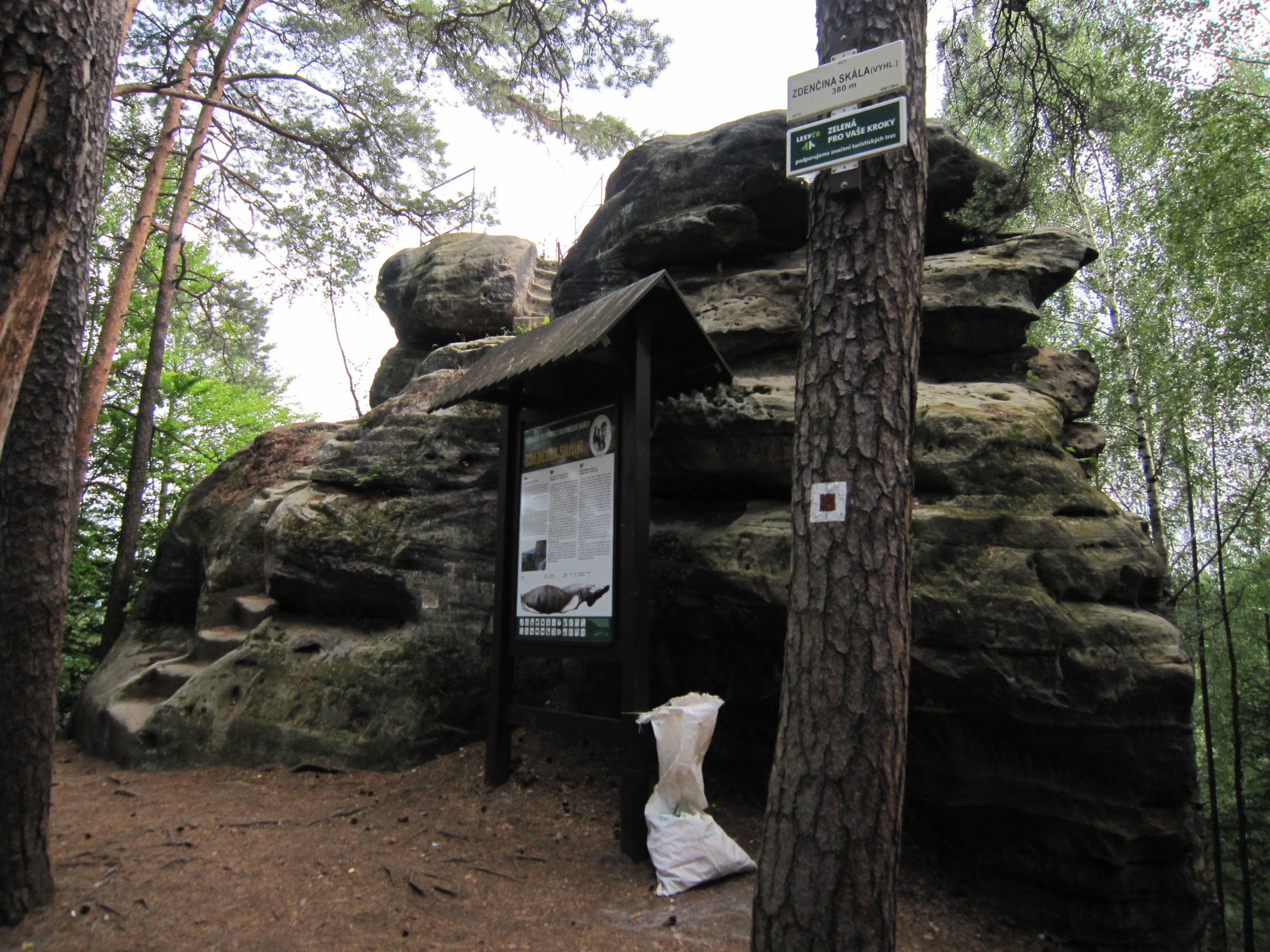
Skála, na níž je vyhlídka, před ní rozcestník a informační tabule

Zdenčina skála je vyhlídka na stejnojmenné skále v Betlémských skalách, jež jsou součástí Klokočských skal. Leží nad osadou Rohliny, jež je součástí obce Mírová pod Kozákovem. 
Vyhlídka je přístupná po červené značené turistické trase. Na vrchol skály jsou vytesané schody se zábradlím. Z vyhlídky je výhled do údolí Jizery, na protější masiv Zbirohu a ostroh Chocholka. Při dobré viditelnosti je vidět i Ještěd. Vyhlídka leží ve výšce 380 m n. m.